# Tiranni di Gela

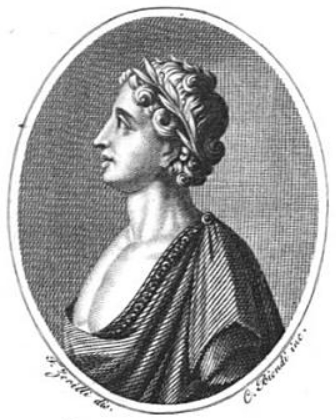
Gelone; tiranno di Gela e di Siracusa

Questa è la lista dei tiranni di Gela prima della dominazione siracusana. Gela sorse nel 689 a.C., fondata da coloni greci provenienti da Rodi e Creta e fino all'avvento del primo tiranno fu retta dall'oligarchia.
- Cleandro (505 a.C. - 498 a.C.)[1]
- Ippocrate (498 a.C. - 491 a.C.)[2]
- Gelone (491 a.C. - 485 a.C.)[3]
- Gerone I (485 a.C. - 478 a.C.)[4]
- Polizelo (478 a.C. - 473 a.C.)[5]